# Māris Sirmais

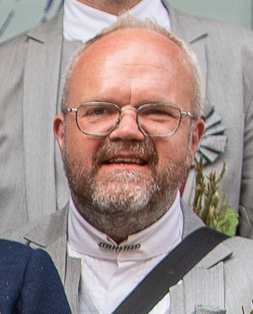
Māris Sirmais

Māris Sirmais (* 27. Juni 1969 in Riga, Lettische SSR) ist ein lettischer Dirigent.

## Ausbildung
Seine musikalische Karriere begann Māris Sirmais an der Emils Darzins Musikschule. 1992 absolvierte er die Chordirigentenklasse von Professor Lyudmila Pismennaja an der Jazeps Vitols Lettischen Musikakademie. 1996 erhielt er den Magistergrad in der Dirigentenklasse von Imants Kokars. Im Jahr 2000 setzte Māris Sirmais dann sein Studium des Orchesterdirigierens bei Martin Sieghart an der Grazer Musik- und Kunsthochschule in Österreich fort.

## Karriere und Auszeichnungen
Noch während seiner Ausbildung gründete er 1990 den nun weltweit bekannten lettischen Jugendchor Kamēr …, dessen Chefdirigent er von Beginn der Gründung bis ins Jahr 2012 war. Sein Posten wurde anschließend von Jānis Liepiņš übernommen. Seit seiner Gründung hat der Chor Dutzende von Diplomen und Auszeichnungen bei einer Vielzahl von nationalen und internationalen Chorwettbewerben gewonnen, darunter Preise in Deutschland und Italien und Goldmedaillen bei der World Choir Games in Xiamen, China, 2006. Unter Sirmais künstlerischer Leitung stieg er schnell zu einem bedeutenden musikalischen Aushängeschild Lettlands auf.
Von 1992 bis 1997 war er Dirigent des Frauenchors Dzintars.
Seit 1997 ist er künstlerischer Leiter und Chefdirigent des Staatschores Latvija, der größte professionelle Chor der baltischen Staaten. In beständiger Regelmäßigkeit tritt er in diversen Konzertprogrammen der international bedeutendsten Dirigenten und Orchester auf. Zusammen mit dem Generalmanager Māris Ošlejs hat er das Internationale Festival für Kirchenmusik in Lettland gegründet, das seit 24 Jahren jährlich unter einem ganz bestimmten Motto stattfindet. Dabei führt er konsequent die Tradition fort – die Förderung und die Aufführung von Werken junger lettischer Komponisten.
Māris Sirmais ist Leiter der Abteilung für Chorleitung an der Lettischen Musikakademie Jāzeps Vītols und hat dort gleichwohl eine Professur inne, außerdem war er Jurymitglied internationaler Chor- und Chordirigentenwettbewerbe. Er ist Chefdirigent des Allgemeinen Lettischen Sänger- und Tanzfestes und des Lettischen Schüler- und Jugendsängerfestes.
Er hat mehrmals den Großen Lettischen Musikpreis (Great Music Award; lettisch: Lielā mūzikas balva) gewonnen, den auch die von ihm geleiteten Chöre Latvija und Kamēr… erhalten haben.

## Dirigent
Māris Sirmais tritt regelmäßig mit verschiedenen professionellen Orchestern in Lettland auf und hat Kollektive wie Kremerata Baltica, das Umeå Symphony Orchestra, die Helsinki Strings und das Staatliche Akademische Sinfonieorchester Russlands dirigiert. Er arbeitete mit weltbekannten Solisten zusammen. Nicht selten sind die Aufführungen von Māris Sirmais lettische Premieren.

## Einzelnachweis
1. ↑  About us - "Kamēr..." Abgerufen am 31. August 2021.

| Personendaten    | Personendaten       |
| ---------------- | ------------------- |
| NAME             | Sirmais, Māris      |
| KURZBESCHREIBUNG | lettischer Dirigent |
| GEBURTSDATUM     | 27. Juni 1969       |
| GEBURTSORT       | Riga, Lettische SSR |